# Henk Waltmans
Hendrik Jan Gerardus (Henk) Waltmans (Brunssum, 28 maart 1930 – Breda, 4 mei 2013) was een Nederlands politicus en publicist.

## Levensloop
Waltmans studeerde bestuurswetenschappen aan de Katholieke Economische Hogeschool, waar hij in 1962 promoveerde op het proefschrift De Nederlandse politieke partijen en de nationale gedachte.
Hij begon zijn loopbaan als journalist bij de Twentsche Courant te Almelo en werkte daarna bij De Nieuwe Limburger te Maastricht. Vervolgens was Waltmans leraar aan het Pius X College te Beverwijk en cursusleider aan de volkshogeschool te Valkenburg. Daarna was hij van 1963 tot 1973 directeur van de Stichting Europa Huis in Nederland te Bemelen, een stichting die tevens door hem was opgericht.
Zijn politieke loopbaan begon Waltmans als lid van de Katholieke Volkspartij (KVP), maar hij stapte in 1968 over naar de Politieke Partij Radikalen (PPR). Voor deze linkse partij was hij lid van de Tweede Kamer (1972-1982), van het Europees Parlement (1976-1977), van de Eerste Kamer (1986-1987) en burgemeester van Landsmeer (1984-1994). Waltmans volgde zijn partij niet toen deze in 1990 met drie andere linkse partijen GroenLinks oprichtte.
Ook was Waltmans van 1986 tot 1996 voorzitter van het taal-culturele Algemeen-Nederlands Verbond en voorts was hij lid van het comité van aanbeveling van de Stichting Culturele Manifestatie Nederlandse Antillen.
Na zijn pensionering als burgemeester in 1994 begon Waltmans zijn belangstelling voor het koloniale verleden van de West door intensieve studies te verdiepen en publiceerde hij hierover enkele boeken.

## Onderscheidingen
- Officier in de Belgische Kroonorde
- Ridder in de Orde van de Nederlandse Leeuw (29 april 1987)